# Trypocopris alpinus
Trypocopris alpinus es una especie de coleóptero de la familia Geotrupidae.

## Subespecies
- Trypocopris alpinus alpinus (Sturm & Hagenbach, 1825)

= Geotrupes alpinus Sturm & Hagenbach, 1825
= Silotrupes alpinus auverti Croissandeau, 1892
= Silotrupes alpinus epistomalis Mulsant & Rey, 1871
= Trypocopris alpinus persplendens Balthasar, 1929
= Trypocopris alpinus pseudoalpinus Leoni, 1911
- Trypocopris alpinus balcanicola (MikÜic, 1954)

= Geotrupes balcanicola MikÜic, 1954
- Trypocopris alpinus marianii Löbl, 2006

= Geotrupes alpinus opacus Mariani, 1958

## Distribución geográfica
Habita en Europa.